# Церковь Покрова Пресвятой Богородицы (Старый Покров)
Церковь Покрова Пресвятой Богородицы (Покровская церковь) — церковь Русской православной церкви в деревне Старый Покров в Орехово-Зуевском районе (с 2018 года — городской округ Орехово-Зуево) Московской области.

## История
Окладные книги патриаршей Сенежской волости начала XVII века упоминают в этой местности деревянную церковь святителя Николая Чудотворца на погосте. В начале XVIII века в селе была построена деревянная церковь Покрова Богородицы. В 1741 году она сгорела и вместо неё была построена новая деревянная, такого же названия. Когда обветшала и эта церковь, в 1845 году началось строительство нового каменного пятиглавого храма с трапезной и многоярусной колокольней. В 1851 году состоялось освящение северного придела храма в честь Ахтырской иконы Божией Матери; южный придел был освящен во имя святителя Николая Чудотворца. Главный престол храма освятили в честь Покрова Пресвятой Богородицы в 1862 году. Особенно почиталась в Покровском приходе и окрестных деревнях чудотворная икона Ахтырской Божией Матери и крест с частицами святых мощей Антония и Феодосия.
В годы Октябрьской революции и в советское время гонения на церковь Покровский храм не закрывался, но в период с 1937 по 1947 год богослужения в нём не проводились. С 1962 по 1994 год настоятелем храма был протоиерей Владимир Кошечкин, во время его настоятельства Покровскую церковь посетил митрополит Крутицкий и Коломенский Ювеналий (Поярков). В 2011—2014 годах была проведена под руководством С. В. Саксонова реставрация интерьера, а также внутреннего и внешнего декора храма. Рядом с храмом расположен небольшой погост. Недалеко от храма находятся святые источники: один освящен в честь Ахтырской иконы Божией матери, другой — великомученика и целителя Пантелеимона.
Настоятелем храма является протоиерей Андрей Васильевич Зозуля, в семье которого растут одиннадцать детей.